# Chinú (kommun)
Chinú är en kommun i Colombia.   Den ligger i departementet Córdoba, i den norra delen av landet, 500 km norr om huvudstaden Bogotá. Antalet invånare är 43 274. Arean är 624 kvadratkilometer.
Terrängen i Chinú är platt.